# Värmeåtervinning

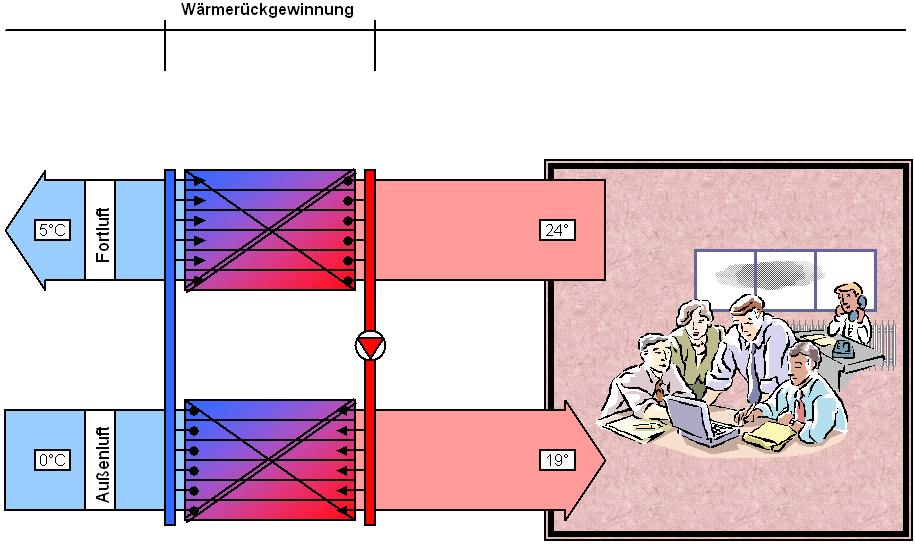
Exempel på värmeåtervinning i ventilation.

Värmeåtervinning är inom energiteknik en beteckning för nyttiggörande av termisk energi i ett frånflöde i en process. Värmeåtervinning sker vanligtvis med hjälp av någon form av värmeväxlare. Ett exempel är från- och tilluftsventilation med värmeväxlare som gör det möjligt att återvinna en del av den värme som finns i uppvärmd inomhusluft innan den släpps ut i det fria för att sedan ersättas med ny och frisk luft utifrån. En fungerande värmeåtervinning kan i detta fall minska energiåtgången för uppvärmning av ventilationsluft vilket både reducerar kostnaden för uppvärmning och minskar påverkan på miljön.

## Kraftverk
I kondenskraftverk används värmeåtervinning i så kallade förvärmare, för att höja verkets totala verkningsgrad.